# Ahmad Afandi Abdulaev
 (août 2022).
Ahmad Afandi Abdulaev (en avar: АхӀмад ХӀажи ГӀабдулаев, en russe: Абдулаев, Ахмад Магомедович), né le 15 septembre 1959, Upper Inkho, district de Gumbetovsky) — est un mufti russe. Il est président de l'Administration spirituelle des musulmans du Daghestan, du Cheikh de Naqshbandi et de Chadhiliyya Tariqa, l'un des chefs spirituels des musulmans du Daghestan.

## Biographie

### Jeunesse
Ahmad Haji Afandi Abdulaev nait le 15 septembre 1959 dans le village d'Inkho, district de Gumbetovsky, situé dans la République socialiste soviétique autonome du Daghestan. Dès ses premières années, Ahmad Haji étudie l'arabe et l'islam. Sa famille pratique la dévotion à la foi, même à l'époque soviétique, lorsque les croyants étaient persécutés. Ses proches ont pris soin de leur foi et ont élevé leurs enfants selon les préceptes islamiques. Ahmad Haji est le petit-fils du célèbre Cheikh soufi de Naqshbandi et Chadhiliyya turuq Abdoulhamid-Afandi.

### Carrière
En 1991, Ahmad-Haji devient l'imam d'une mosquée du district de Kiziliourt. En 1992, il commence à enseigner à l'Institut islamique de Kiziliourt, où il exerce les fonctions de recteur. En 1998, lors du Conseil des Ouléma du Daghestan, Abdulaev est élu à l'unanimité Mufti et Président de l'Administration spirituelle des musulmans du Daghestan.
En 2010, il reçoit l'ijaza de Saïd Afandi al-Chirkawi, mais il n'a pas commencé à instruire le Murīd. Après la mort de Saïd Afandi, son successeur Abdouljalil-Afandi donne l'ordre à Ahmad Abdulaev d'instruire le Murīd.
En 2013, le mufti obtient le statut honorifique de gardien des saintes reliques du prophète Mahomet, ainsi que les reliques elles-mêmes, y compris les cheveux de Mahomet.
Le 1er juillet 2024, il déclare que le muftiat du Daghestan prépare une fatwa pour interdire le port du niqab. Cette déclaration intervient lors d'une conférence avec le chef de la république, Sergueï Melikov, qui s'était lui-même déclaré favorable à une telle interdiction une semaine plus tôt, affirmant que « ces vêtements, inhabituels pour les peuples du Caucase, permettent [...] aux hommes de se cacher derrière ces foulards » (en référence au fait que l'un des auteurs des attaques du 23 juin au Daghestan prévoyait effectivement de s'enfuir en niqab),,. Le 2 juillet 2024, le département des fatawa du muftiat du Daghestan affirme qu'il « ne voit pas de raisons suffisantes pour [...] une interdiction générale du niqab » mais « que dans certaines situations, pour des raisons de sécurité, une interdiction locale du port du niqab peut être instaurée ». Le 3 juillet 2024, Abdulaev annonce, par le biais de son adjoint, « une interdiction temporaire du port du niqab jusqu'à ce que les menaces identifiées soient éliminées et une nouvelle conclusion théologique atteinte »,.

## Distinctions
- Ordre du Mérite Pour services rendus à la République du Daghestan[7] (2009)
- Médaille d'anniversaire 50e anniversaire de Rossnaa (Société russe de solidarité et de coopération des peuples d'Asie et d'Afrique) (2011)
- Étoile d'or du héros du peuple du Daghestan[8] (2015)
- Médaille commémorative en l'honneur de l'ouverture du complexe de la mosquée de la cathédrale de Moscou (2015)
- Médaille d'honneur de la République du Daghestan Pour l'amour de sa terre natale (2016)
- Ordre du pacificateur d'or (2018)
- Insigne mémorable de RosAviation 95 ans d'aviation civile de Russie (2018)
- Médaille commémorative d'anniversaire 90e anniversaire de l'aviation civile de la République du Daghestan (2018)
- Insigne mémorable du Parlement russe 25 ans du Conseil de la Fédération (2019)
- Ordre de l'Amitié[9] (2019)
- Ordre du Mérite de la Oumma, I degré[10] (2019)
- Ordre de la Gloire et de l'Honneur[11] (2019)
- Médaille Pour le travail vaillant - pour services rendus à la République du Daghestan[12] (2021)
- Médaille Pour fidélité à la Patrie[13] (2021)

## Publications
En 2015, son livre  Les vertus des justes a été publié en arabe, ses traductions en avar, russe, tadjik, kazakh, kirghize et ouzbek ont été publiées par la suite. Fin 2015, le tirage total dépassait les 200 000 exemplaires. Sur la base du livre, une série de leçons vidéo, ainsi qu'un livre audio ont suivi sa sortie.